# Commonwealth Youth Games/Badminton
Badminton wird bei den Commonwealth Youth Games seit der zweiten Austragung 2004 gespielt, wobei bei dieser Premiere nur ein Mannschaftswettbewerb ausgetragen wurde. 2008 standen vier Einzeldisziplinen auf dem Programm, 2011 fünf.

## Austragungsorte
| Spiele | Jahr | Ort                 | Bemerkung              |
| ------ | ---- | ------------------- | ---------------------- |
| I      | 2000 | Edinburgh           | ohne Badminton         |
| II     | 2004 | Bendigo             | nur Teamwettbewerb     |
| III    | 2008 | Pune                | vier Einzelwettbewerbe |
| IV     | 2011 | Isle of Man         | fünf Einzelwettbewerbe |
| V      | 2015 | Apia                | ohne Badminton         |
| VI     | 2017 | Nassau              | ohne Badminton         |
| VII    | 2023 | Trinidad und Tobago | ohne Badminton         |

## Titelträger
| Saison    | Herreneinzel         | Dameneinzel       | Herrendoppel                  | Damendoppel                 | Mixed                   | Team              |
| --------- | -------------------- | ----------------- | ----------------------------- | --------------------------- | ----------------------- | ----------------- |
| 2004      | nicht ausgetragen    | nicht ausgetragen | nicht ausgetragen             | nicht ausgetragen           | nicht ausgetragen       | Malaysia          |
| 2008      | R. M. V. Gurusaidutt | Saina Nehwal      | Ow Yao Han Yew Hong Kheng     | P. C. Thulasi Siki Reddy    | nicht ausgetragen       | nicht ausgetragen |
| 2011      | Zulfadli Zulkiffli   | P. V. Sindhu      | Nelson Heg Wei Keat Teo Ee Yi | Chow Mei Kuan Lee Meng Yean | Teo Ee Yi Chow Mei Kuan | nicht ausgetragen |
| 2015 2023 | ohne Badminton       | ohne Badminton    | ohne Badminton                | ohne Badminton              | ohne Badminton          | ohne Badminton    |